# Пејзаж у сликарству
Сликање пејзажа је једна од тема у сликарству и подразумева приказивање предела. До ренесансе пејзаж је био само споредна тема која је пратила друге главне теме, а од ренесансе, постаје и он сам главна тема у сликарству. Свој врхунац сликање пејзажа доживљава у 19. веку када су романтичне представе омогућиле да та тема постане равноправно заступљена са историјским темама.
У начелу у романтичарском сликарству разликују се два типа пејзажа. Херојски пејзаж је испуњен античким стафажним фигурама и грађевинама и настоји да оживи антику коју сликари овог типа пејзажа сматрају за узорну епоху. Насупрот томе, идеални пејзаж је састављен од појединачних елемената пејзажа који сачињавају идеалан призор који надмашује саму природу. Он је настао око 1600. године у Риму и карактерише се идеализованим просторима, отвара се пре у дубину. То је предео идеалан напуњен светлом. 

## Стари и средњи век
Натуралистички приказ пејзажа био је раширен још у античком сликарству мада су елементи пејзажа често стављани једни поред других на начин назнака и скраћења и нису били у стању да образују континуирану целовитост слике. У још већој и израженијој мери важи то за византијско и рано средњовековно сликарство које је пејзаж у најбољем случају назначавало уз помоћ појединачних мотива, као што су стене, дрвеће и ливаде. У средњем веку се пејзаж није неговао. У сликарству спутаном строгим правилима иконографије није било места за чулно назирање и бележење природне реалности.

## Ренесансни пејзаж
Поимање пејзажа као компактног простора слике тесно је повезано са идејно-историјским иновацијама ране ренесансе као што је развој централне перспективе. Као рани пример пејзажа у виду сценографског окружења за приказивање простора могу се сматрати фреске Амброђа Лоренцетија Добра и лоша владавина (1337-39) у Сијени на којима уметник истиче и топографске посебности пејзажа. Даљи развој просторно поиманог пејзажа ишло је паралелно са композиционим раздвајањем предњег, средњег и задњег плана што је омогућавало континуиран са становишта перспективе исправан прелаз између блиских и удаљених делова што је на пример реализовано на позадини диптиха Војводе од Урбина (1465) Пјера дела Франческе који приказује тријумфална кола испред брежуљкастог предела. Најранији топографски тачно одредив приказ пејзажа представља слика Чудновато рибарење Конрада Вица из 1444. године која приказује предео Женевског језера у позадини.
Као први приказ пејзажа где предео стоји сам за себе може се сматрати један цртеж Леонарда да Винчија који је био намењен за личну употребу. На исти начин су настајали и пејзажи у акварелу Албрехта Дирера који су у ствари представљали његове студијске радове. Ови примери, ипак, показују повећано занимање за природу која се сада за разлику од средњег века не доживљава као непријатељска, већ као лепа и задивљујућа. О томе сведочи и штафелајска слика малог формата настала око 1520. године Дунавски пејзаж са дворцем Верт код Регенсбурга Албрехта Алтдорфера која је позната као прва слика у уљу правог пејзажа. И рано низоземско сликарство је изнедрило величанствене пејзаже: Јан ван Ајков пејзаж на олтару у Генту, као и панорамске пејзаже Јоахима Патенира. У 16. веку Питер Бројгел Старији је увео иновативне елементе у сликарство пејзажа као на пример приказивање промена у скалду са годишњим добима. Овај тип пејзажа компонује се из реалних природних форми и изражава дијалектичку поетику односа човека и природе. Његов син Јан Бројгел Старији био је такође значајан фламански сликар пејзажа као што су и остали сликари из породице Бројгел, те је и његов земљак Петер Паул Рубенс оставио у овој области значајна дела. У протестантској Холандији сликарство пејзажа било је веома омиљено као грађанска врста сликарства о чему сведоче дела Јакоба ван Ројсдала, Јана ван Гојена и других. У време барока сликари Анибале Карачи, Никола Пусен и Клод Лорен су дали печат сликарству пејзажа.  „Херојски пејзаж” је развијан у духу француског сликарства 17. века са античком стафажом. Сликарство рококоа насупрот томе није са собом донело ниједну новину у ову област сликарства. Тек се при крају 18. века променио, пре свега у Енглеској, поглед на представе пејзажа, што се подударало са уређивањем пејзажних башта и паркова који су деловали пригодно, а манифестовало се у сликарству Александра Козена, Џона Констабла или Вилијама Тарнера који се карактерише како тежња за природним пејзажом тако и за тумачењем природних атмосферских појава и промена уз њега.
У 19. веку сликарство пејзажа заузима значајно место. Немачки романтичари схватали су доживљај природе као спиритуално-религиозно искуство што је можда на најочигледнији начин изразио Каспар Давид Фридрих. Значајни француски сликари пејзажа друге половине тог века били су Гистав Курбе и уметници барбизонске школе који су са интимним пејзажем презентовали реалистични поглед на природу и завршили са академским компоновањима предела у стилу еклектицизма.

## Савремени пејзаж
У половини 19. века наступа период пленера када сликар не тежи да компонује предео на основу листа, дрвећа и грана и када тежи да захвати пејзаж у његовим естетским и ликовним вредностима.
Како сматрамо да је импресионизам почетак савремене уметности он је наглашавао феномен боје и елеменат боје у пејзажу и растављао је слику у безброј флека и њихову игру у светлости и сенци како је то радио Пол Сезан који се трудио да успостави нови конструкциони ред у целовитост уметничког предноса.
На почетку 20. века Фердинанд Ходлер и Ђовани Сегантини уздигли су пејзаж у област симболичког што је у сликама припадника група Плави јахач и Мост и даље развијано са још израженијом експресивношћу. У целини се, међутим, може рећи да је у 20. веку значај сликања пејзажа у великој мери ослабио.
- Џон Констејбл
- Камиј Коро
- Камиј Писаро
- Архип Иванович
- Пол Сезан,
- Винсент ван Гог